# Sceloporus smaragdinus
Espèce
Synonymes
- Sceloporus schmidti Jones, 1927

Statut de conservation UICN

 LC  : Préoccupation mineure
Sceloporus smaragdinus est une espèce de sauriens de la famille des Phrynosomatidae.

## Répartition
Cette espèce se rencontre :
- au Guatemala ;
- au Mexique dans le Chiapas.

## Synonymie
- Sceloporus smaragdinus Cope, 1875 est un synonyme de Sceloporus occidentalis Baird & Girard, 1852.

## Étymologie
Le nom spécifique smaragdinus vient du latin smaragdinus, vert émeraude, en référence à la coloration dorsale de cette espèce.

## Publication originale
- Bocourt, 1873 : Notes sur quelques espèces nouvelles d'iguaniens du genre Sceloporus. Annales des sciences naturelles, Zoologie et biologie animale, ser. 5, vol. 17, no 10, p. 1-2 (texte intégral).